# Филдс, Уильям
Уильям Бофорд «Билл» Филдс (англ. William Beauford "Bill" Fields; 6 августа 1929, Forsyth, Джорджия — 20 ноября 1992, Гейнсвилл, Джорджия) — американский гребец, выступавший за сборную США по академической гребле в начале 1950-х годов. Чемпион летних Олимпийских игр в Хельсинки, победитель и призёр регат национального значения. Офицер Военно-морских сил США.

## Биография
Уильям Филдс родился 6 августа 1929 года в городе Форсайт, штат Джорджия.
Занимался академической греблей во время учёбы в Военно-морской академии США в Аннаполисе, состоял в местной гребной команде, неоднократно принимал участие в различных студенческих регатах, в частности в восьмёрках побеждал на чемпионате Межуниверситетской гребной ассоциации (IRA) и в традиционной регате «Восточные спринты» (Eastern Sprints).
Наивысшего успеха в гребле на международном уровне добился в сезоне 1952 года, когда вошёл в основной состав американской национальной сборной и благодаря череде удачных выступлений удостоился права защищать честь страны на летних Олимпийских играх в Хельсинки. В составе экипажа-восьмёрки в финале обошёл всех своих соперников, в том числе более чем на пять секунд опередил ближайших преследователей из Советского Союза, и тем самым завоевал золотую олимпийскую медаль.
В 1954 году окончил Военно-морскую академию и затем служил офицером на флоте.
Вышел на пенсию в 1977 году в звании коммандера.
Умер 20 ноября 1992 года в Гейнсвилле в возрасте 63 лет.